# جاك علي هارفي
جاك علي هارفي (مواليد 4 مايو 1989) هو عداء جاميكي المولد، يمثل حالياً تركيا في المحافل الدولية.

## وصلات خارجية
- جاك علي هارفي على موقع الاتحاد الدولي لألعاب القوى (الإنجليزية)
- جاك علي هارفي على موقع الدوري الماسي (الإنجليزية)
- جاك علي هارفي على موقع اللجنة الأولمبية الدولية (الإنجليزية)
- جاك علي هارفي على موقع اللجنة الأولمبية الدولية (الإنجليزية)
- جاك علي هارفي على موقع أوليمبيديا (الإنجليزية)
- جاك علي هارفي على موقع اللجنة الأولمبية التركية (التركية)